# Expósito (recién nacido)

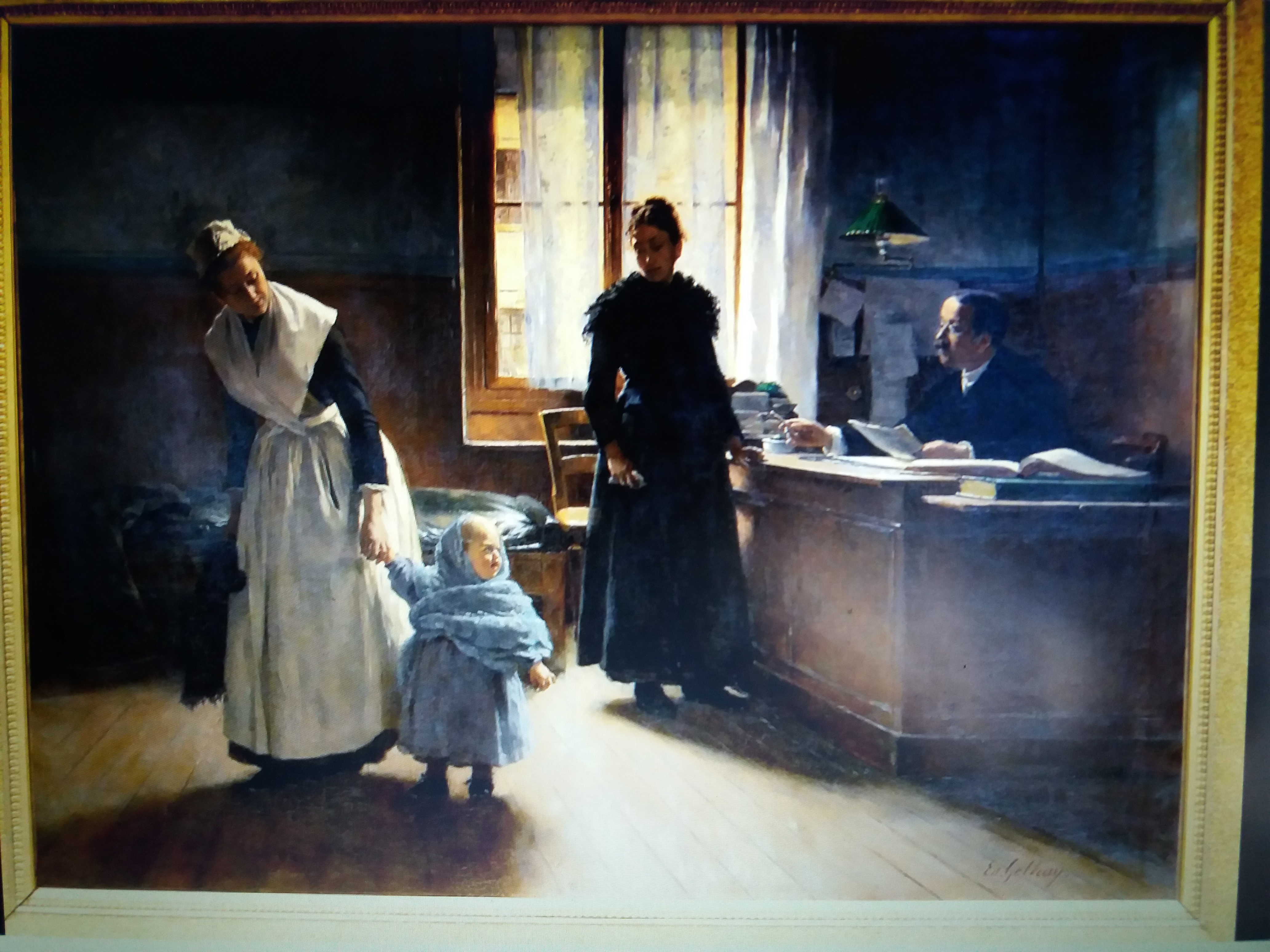
El abandono (1886)

El término expósito hace referencia al recién nacido o infante que ha sido abandonado o expuesto (es decir, sometido a exposición, al desamparo) y a menudo entregado por sus padres a instituciones de beneficencia denominadas inclusas o casas u hospitales de expósitos (véase también orfanato). En ocasiones también eran llamados echadillos, enechados o incluseros. Solía tratarse de niños procedentes de partos fuera de matrimonio o huérfanos de padre en situación de pobreza extrema. Hasta el siglo XVIII los índices de mortalidad de los expósitos rondaba el 50 por ciento, y según el año llegaban a morir hasta el 80 por ciento de estas criaturas.
La costumbre de abandonar a los recién nacidos es común en muchas culturas. Es célebre la costumbre espartana de exponer a los más débiles en el Apotetas (lugar de abandono), al pie del monte Taigeto. La costumbre romana era depositar a todos los niños en el suelo nada más nacer: si el padre decidía recogerlo, lo aceptaba como suyo; si no, el niño se abandonaba, y cualquiera podía recogerlo.

## Expósitos en España
Para su recepción, había establecidas inclusas en las principales ciudades de España y casas generales en las capitales que recibían niños de las casas subalternas. En estas casas se emplazaba el torno de los niños expósitos con apertura al exterior en el que los padres exponían a sus hijos de forma anónima haciendo en el momento sonar una campana.
Los expósitos recibían en la casa ropa, alimentación y atenciones médicas básicas durante sus primeros años de vida. En el establecimiento, había un cierto número de amas de leche,  pero la mayoría se sacaban a lactar a amas de cría de la misma población o de pueblos cercanos que recibían a cambio un pequeño estipendio.
En 1803 los niños expósitos tuvieron un papel histórico al llevar la vacuna de la viruela a las colonias Americanas. Al no existir frigoríficos ni medios de conservación, los niños hicieron de portadores biológicos de la vacuna con la que se inoculó en las colonias a cientos de miles de personas, sobre todo niños. Fueron 22 expósitos de entre 3 y 9 años seleccionados en las inclusas por su fortaleza a los que se les prometió comida y educación cuando llegaran a su destino. Uno de los niños falleció durante la travesía. La expedición fue dirigida por el médico Francisco Javier Balmis y la enfermera Isabel Zendal.
Un hecho constatable  fue el estigma social y la marginación que sufrieron los niños abandonados y sus madres a lo largo de los siglos en España.

## Número y mortandad de los expósitos
El alto índice de mortandad detectado entre los expósitos constituía un motivo de preocupación hasta mediados del siglo XX.. Según se recoge en los textos del siglo XIX, el número de expósitos recibidos en las inclusas de España y el índice de mortandad era el siguiente:
- Inclusa de Zaragoza, de 1786 a 1790 se recogieron 2446 expósitos de los cuales murieron 2.246 quedando vivos tan solo 200 de los recogidos.
- Inclusa de Santiago, se recogía una media anual de 1.300 expósitos
- Inclusas de Calahorra, Logroño y Vitoria, entre 1794 y 1797, se recibieron 610 expósitos, de los cuales murieron 400.
- Inclusa de Huesca, de los 164 recibidos en 1798 fallecieron 115.
- Inclusa del Sancto Espirito de Roma. De 2.646 varones recogidos en un año murieron 1.300 y de 2.890 niñas, murieron 1.334.

Se consideraba que las causas de la excesiva mortandad de los expósitos eran las siguientes: 
- Las pocas casas o establecimientos que había por esta naturaleza, de lo que provenían las largas y penosas transmigraciones de los expósitos que motivaban su fallecimiento antes de llegar a ellas o llegar tan extenuados y débiles que no podían ya restablecerse. Para solucionarlo, se establecieron disposiciones en España en que se ordenaba que las Diócesis y Territorios se dividieran en demarcaciones y partidos, cada uno de seis o siete leguas. Y que el pueblo que por su mayor vecindario y por la más proporcionada distancia de los demás de la demarcación fuera más oportuno por estar en el medio o cerca del medio de los otros fuera señalado como Casa o Cuna para que su párroco o algún otro eclesiástico corriera con el cuidado de pagar al ama de crianza, dar la ropa a los expósitos y satisfacer los demás gastos que se ofrecieran.
- La permanencia de los expósitos en la Casa general sin cuidar de sacarlos a lactar inmediatamente al ama de crianza de fuera de casa pues además de considerarse muy perjudicial la permanencia de muchos en una misma casa, no solían tenerlas de dentro de ella cuando eran muchas las calidades y circunstancias. Para solucionarlo, la legislación mandaba poner toda diligencia para que en las Casas generales de expósitos no residiera crecido número de ellos y por consecuencia tampoco debían tenerse en la Casa muchas amas de crianza, pues aunque se mantuvieran algunas en prevención para lactar a los expósitos que llegaban, debía procurar el Administrador saber el pueblo donde existía alguna para enviarlo sin demora.
- La mala calidad y circunstancias del  ama de crianza de fuera a quienes se entregaban por no investigarlas antes de entregarles los expósitos o por el corto estipendio que se les daba que no acomodaba a las amas de los requisitos necesarios.
- El no darles las ropas necesarias para el abrigo y limpieza de los expósitos lo cual además de la penuria y perjuicios que les causaba, retraía de ofrecerse a ello a muchas mujeres que los habrían lactado y cuidado.
- El no haber persona o personas encargadas de velar y cuidar del modo en que son tratados y manejados los expósitos dando cuenta de todo al ecónomo de la casa a quien pertenecía.[7]

## Vídeos
- La Casa Cuna de Fraisoro. Mujeres de barro, infancias de cristal.
- Cuando el parto acaba en la inclusa. Alicia Sánchez. Youtube. Institución Fernando el Católico.
- Expósitos, los niños del torno. Canal Extremadura. Youtube.